# حلحول
حلحول (به لاتین: Halhul) یک شهر در کرانهٔ غربی رود اردن است که در استان الخلیل واقع شده‌است.

## خصوصیات
حلحول ۲۲٬۱۲۸ نفر جمعیت دارد.

## خواهرخوانده
شهر انبون خواهرخواندهٔ حلحول هست.